# Не тронь меня (линейный корабль, 1780)
«Не тронь меня» — 66-пушечный парусный линейный корабль Балтийского флота Российской империи. Один из кораблей типа «Азия». Был заложен в 1776 году в Архангельске, спущен на воду в 1780 году. За время службы принимал участие в обеспечении «вооружённого нейтралитета», русско-шведской войне 1788—1790 годов и голландской экспедиции 1799 года. В 1803 году в Кронштадте переоборудован в блокшив.

## История
Был заложен 1 (12) декабря 1776 года на Соломбальской верфи в Архангельске. Строительство велось под руководством корабельного мастера Михаила Портнова. После спуска на воду 12 (24) мая 1780 года вошел в состав Балтийского флота.
Принимал участие в обеспечении «вооружённого нейтралитета». 10 (22) июля 1780 года вышел из Архангельска и до острова Кильдин шёл в качестве флагмана эскадры. Затем корабли разошлись по позициям и 23 июля (3 августа) «Не тронь меня» занял пост у мыса Нордкап. 18 (29) августа оставил пост, соединился с другими кораблями эскадры и 9 (21) октября прибыл в Кронштадт.
25 мая (5 июня) 1781 года в составе эскадры контр-адмирала Я. Ф. Сухотина вышел из Кронштадта и, совершив плавание по маршруту: Гельсинор — пролив Ла-Манш — мыс Сан-Винсент — Гибралтар — остров Менорка — остров Корсика, 27 (15) августа прибыл в Ливорно. 2 (14) мая 1782 года вышел обратно и пройдя по маршруту Гибралтар — пролив Ла-Манш — Копенгаген, 2 (14) июля прибыл в Кронштадт..
В 1783 году в составе эскадры в практическом плавании ходил до острова Готланд. В 1784—88 годах стоял в Кронштадте, при этом в 1788 году — ремонтировался.
С началом русско-шведской войны (1788—90) в июне — сентябре 1789 года в составе эскадры крейсировал в Финском заливе 12 (24) мая 1790 года в составе эскадры вице-адмирала А. И. Круза вышел из Кронштадта и крейсировал в районе мыс Стирсудден — Красная Горка. 23 мая (3 июня)—24 мая (4 июня) «Не тронь меня» принял участие в Красногорском сражении. В бою потерял из экипажа одного человека убитым и двоих раненными, одно из орудий корабля треснуло в дульной части. 29 мая (9 июня), в составе флота преследуя шведов, вошел в Выборгский залив и  9 (21) июня в составе эскадры контр-адмирала И. А. Повалишина занял позицию на левом фланге русского флота между мысом Крюсерорт и банкой Реппие. Участвовал в состоявшемся 22 июня (3 июля) Выборгском сражении. Прорывавшийся из залива шведский флот основной удар нанес именно по эскадре И. А. Повалишина. Более часа до подхода главных сил «Не тронь меня» вместе с другими кораблями эскадры отражали атаку шведов. Во время боя погиб командир корабля Джеймс Тревенен, были значительно повреждены рангоут и такелаж. 6 (18) июля корабль вернулся в Кронштадт.
В 1792, 1796 и 1797 годах в составе эскадр находился в практических плаваниях в Балтийском море. Во время войны второй коалиции 1799—1802 годов принял участие в голландской экспедиции.  В июне—июле 1798 года в составе эскадры адмирала А. И. Круза крейсировал в Балтийском море у острова Борнхольм и в проливе Зунд. В июле 1799 года в составе эскадры адмирала П. И. Ханыкова крейсировал у берегов Померании, осматривая встречные суда.
В 1800 и 1801 годах в составе эскадр находился в практических плаваниях в Финском заливе. В 1803 году переведен на Ревельский рейд и поставлен для защиты базы с моря. Осенью 1803 года переоборудован в блокшив.

## Командиры
Командирами корабля в разное время служили:
- В. П. Фондезин (1780 год);
- М. Мельников (1781—82 годы);
- Ф. И. Калугин (1783 год);
- П. И. Лежнев (1786—87 годы);
- П. П. Лялин (1788 год);
- И. И. Дубровин (1789 год);
- Д. Тревенен (до 22 июня 1790 года);
- И. М. Френев (с 22 июня 1790 года);
- И. Н. Сумароков (1791—92 годы);
- К. И. Гревенс (1794 год);
- А. Н. Нелединской (1796 год);
- Д. Т. Вараксин (1797—98 годы);
- В. Н. Подводин (1799 год);
- Н. И. Броун (1800 год);
- О. Е. Гаствер (1801 год);
- Ф. К. Митьков (до 10 мая 1803 года).